# Lista de reis hititas
As datas e sequência dos reis hititas está compilada a partir de registros fragmentados, complementados pela recente descoberta de um cache de mais de 3500 impressões de selos em em Hatusa, listando governantes, títulos e a genealogia dos reis hititas.
Pouco se sabe sobre os governantes da época do Império Médio, a seqüência aqui segue largamente o trabalho de Bryce (1998),
Nota: A cronologia curta é uma das cronologias da Idade do Bronze do Oriente Próximo e início da Idade do Ferro que fixa o reinado de Hamurabi em 1728 a.C. - 1686 a.C. e o saque a Babilônia em 1531 a.C.

## Hatitas
| Governante | Reino                                  | Linhagem e principal evento          |
| ---------- | -------------------------------------- | ------------------------------------ |
| Pamba      | ca. início do século XXII a.C. (curta) | Rei de Hati                          |
| Pitana     | ca. século XVII a.C. (curta)           | Rei de Cussara, conquistador de Nesa |
| Piusti     | ca. século XVII a.C. (curta)           | Rei de Hati, derrotado por Anita     |
| Anita      | ca. século XVII a.C. (curta)           | Rei de Cussara, destruiu Hatusa.     |
| Tudália I  |                                        | Bisavô de Hatusil I                  |
| Pu-Sarruma |                                        | Filho de Tudália I                   |

## Reino antigo
| Governante              | Reino                      | Linhagem e principal evento                                                  |
| ----------------------- | -------------------------- | ---------------------------------------------------------------------------- |
| Labarna I               | ca. 1600-1586 a.C. (curta) | Fundador tradicional                                                         |
| Hatusil I ou Labarna II | ca. 1586–1556 a.C. (curta) | Sobrinho/neto de Labarna (?), Talvez o primeiro governante a reocupar Hatusa |
| Mursil I                | ca. 1556–1526 a.C. (curta) | Neto de Hatusil I; Saqueou a Babilônia, em 1531 a.C..                        |
| Hantil I                | ca. 1526–1496 a.C. (curta) | Cunhado de Mursil I; assassinou Mursil I                                     |
| Zidanta I               | ca. 1496–1486 a.C. (curta) | Genro de Hantilis I; Assassinou Hantil I.                                    |
| Amuna                   | ca. 1486–1466 a.C. (curta) | Filho de Zidanta I; Assassinou o próprio pai.                                |
| Huzia I                 | ca. 1466–1461 a.C. (curta) | Filho de Amuna. (?)                                                          |
| Telepinu                | ca. 1460 a.C. (curta)      | Cunhado de Huzia I; usurpou o trono                                          |

## Reino médio
| Governante | Reino                        | Linhagem e principal evento                                                          |
| ---------- | ---------------------------- | ------------------------------------------------------------------------------------ |
| Aluana     | ca. meados do século 15 a.C. | Genro de Telebino                                                                    |
| Hantil II  | ca. 1500-1450 a.C.           | Filho de Aluana.                                                                     |
| Taurvaili  |                              | Usurpador. Regeu algum momento entre Telepinu e Zidanta II, mas o período é incerto. |
| Zidanta II |                              | Filho? de Hantilis II                                                                |
| Huzia II   |                              | Filho? de Zidantas II                                                                |
| Muatal I   | ca. 1400 a.C.                | Usurpador; Assassinou Huzia II.                                                      |

## Reino novo (Império)
| Governante                | Reino                                 | Linhagem e principal evento                                                                                     |
| ------------------------- | ------------------------------------- | --- |
| Tudália II                | ca. início do século XIV a.C. (curta) | A linhagem é incerta, talvez um neto de Zidanta II. Tornou-se rei depois Muatal I ser morto.                    |
| Arnuanda I                |                                       | Genro de Tudália II                                                                                             |
| Hatusil II (?)            |                                       | A existência, a linhagem e tempo de seu reinado é contestada                                                    |
| Tudália III               | ca. 1360? – 1 344 a.C. (curta)        | Filho de Arnuanda (ou Hatusil II?)                                                                              |
| Tudália IV "o jovem"      |                                       | Filho de Tudália III; assassinado na morte de seu pai.                                                          |
| Supiluliuma I             | ca. 1344–1322 a.C. (curta)rt]])       | Filho de Tudália III (ou Hatusil II?); expandiu o império; mencionado nas cartas de Amarna.                     |
| Arnuanda II               | ca. 1322–1321 a.C. (curta)            | Filho de Supiluliuma                                                                                            |
| Mursil II                 | ca. 1321–1295 a.C. (curta)            | Filho de Supiluliuma                                                                                            |
| Muatal II                 | ca. 1295–1272 a.C. (curta)            | Filho de Mursil II; Batalha de Cadexe, ca. 1274                                                                 |
| Mursil III ou Uri-Tessube | ca. 1272–1267 a.C. (curta)            | Filho de Muatal II                                                                                              |
| Hatusil III               | ca. 1267–1237 a.C. (curta)            | Irmão de Muatal II; tratou com o Egito ca. 1258                                                                 |
| Tudália IV                | ca. 1237–1209 a.C. (curta)            | Filho de Hatusil III; Batalha de Niria                                                                          |
| Curunta                   | ca. 1228–1227 a.C. ((curta)           | Filho de Muatal II; seu reinado é incerto; pode ter governado por um breve tempo no meio do reinado de Tudália. |
| Arnuanda III              | ca. 1209–1207 a.C. (curta)            | Filho de Tudália IV                                                                                             |
| Supiluliuma II            | ca. 1207–1178 a.C. (curta)            | Filho de Tudália IV; queda de Hatusa, ca. 1178                                                                  |